# Florian Handke
Florian Handke (* 22. März 1982 in Köln) ist ein deutscher Großmeister im Schach.

## Leben
Schach lernte Handke von seinem Vater. Ab 1996 wurde er von Yaroslav Srokovski trainiert, später von Christopher Lutz. Handke studierte nach seiner Bundeswehrzeit in der Sportfördergruppe Halle seit Oktober 2002 Jura und wohnt in Köln. Er ist Richter am Landgericht Aachen.

## Erfolge

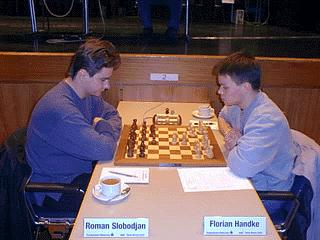
Roman Slobodjan und Florian Handke bei der Deutschen Meisterschaft 2001

Bei der U18-Jugendweltmeisterschaft 1999 in Oropesa del Mar belegte er den achten Platz. Mit der deutschen Nationalmannschaft nahm er am Mitropa-Cup 2000 in Charleville-Mézières teil. Bei der Deutschen Einzelmeisterschaft 2001 in Altenkirchen wurde er hinter Christopher Lutz Zweiter, bei der Deutschen Meisterschaft 2002 in Saarbrücken hinter Thomas Luther und Alexander Graf Dritter. Im April 2006 belegte er beim Dos Hermanas Open hinter Wladimir Burmakin den zweiten Platz.

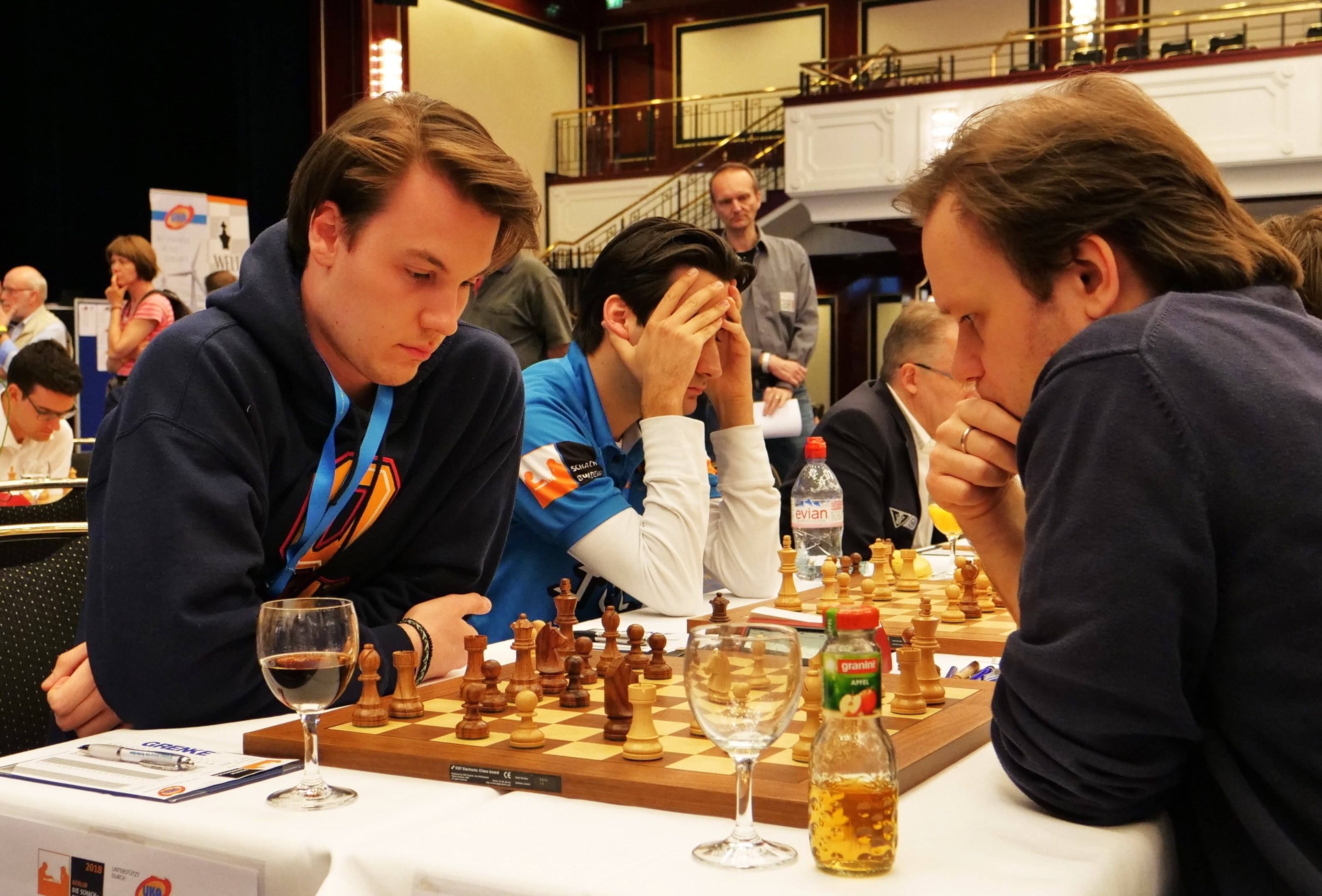
Handke (rechts) für Aachen bei der Partie gegen Robin van Kampen (links) für Solingen in der Bundesliga-Endrunde 2018 (mittig gegenüber: Benjamin Bok)

Vereinsschach spielte er früher für die SG Porz. In der deutschen Schachbundesliga spielte er ununterbrochen von der Saison 2000/01 bis zur Saison 2013/14 für den SV Wattenscheid. Von der Saison 2014/15 bis zur Saison 2016/17 spielte er bei der Schachgesellschaft Solingen und wurde mit dieser 2016 deutscher Mannschaftsmeister, in der Saison 2017/18 für DJK Aufwärts St. Josef Aachen 1920. In der Saison 2019/21 spielt Handke erneut für Solingen. Er hatte auch Einsätze in der belgischen (2003/04 für den KSK Rochade Eupen-Kelmis), niederländischen (2018/19 für Zuid-Limburg) und französischen Liga.
1999 erhielt er den Titel Internationaler Meister. 2003 wurde ihm von der FIDE der Großmeistertitel verliehen (als einer der jüngsten Deutschen, die diese Auszeichnung erhielten). Die GM-Normen erhielt er für seine Leistungen bei den Deutschen Einzelmeisterschaften 2001 und 2002, sowie bei der Internationalen Hamburger Einzelmeisterschaft 2002 und dem Lost Boys-Turnier 2002 in Amsterdam.